# Bitwa pod Yorkiem
Bitwa pod Yorkiem – bitwa wojny brytyjsko-amerykańskiej 1812 roku, która odbyła się w drugim roku wojny, 27 kwietnia 1813, pod miastem York (dzisiejsze Toronto).
Początkowo Amerykanie planowali atak na Kingston. Brytyjczycy odkryli jednak te plany i wzmocnili miasto znacznymi siłami. Wobec tego Amerykanie zdecydowali się uderzyć na nie broniony York. Zmiana kierunku natarcia pokrzyżowała brytyjskie plany. Gdy generał Roger Sheaffe przybył na miejsce lądowania, na zachód od miasta, już około 2 tysięcy amerykańskich żołnierzy było gotowych do walki. Dysponując znacznie mniejszymi siłami, Sheaffe zaangażował część swych wojsk w walkę z Amerykanami, a sam z resztą wojsk cofnął się do umocnień Fortu York. Wkrótce jednak przekonał się, że nie jest w stanie utrzymać fortu, zaminował go więc i podpalił pośpiesznie wycofując się. Eksplozja prochów spowodował śmierć pewnej liczby amerykańskich żołnierzy, w tym współdowodzącego generała Pike.
Jako że York posiadał niewielką wartość strategiczną, Amerykanie utrzymali miasto w swych rękach jedynie przez pięć dni, ograniczając się do splądrowania miasta i podpalenia go. Znaleźli też w mieście dużą ilość zaopatrzenia, przygotowanego dla garnizonów nad jeziorem Erie. Przyczyniło się to w jakimś stopniu do późniejszego zwycięstwa amerykańskiego w Bitwie o Jezioro Erie. Spalenie miasta stało się przyczyną odwetowego rajdu brytyjskiego na Waszyngton w wyniku którego spalono Biały Dom.